# DC++ klient
DC++ klient je počítačový program pro sdílení dat, který je výsledkem projektu, majícího za úkol vytvořit klienta pro p2p protokol jménem ADC. Podle oficiálního popisu ADC protokolu nemá zkratka ADC jasně daný význam. Jako příklad, co by ADC mohlo znamenat, je uvedeno Advanced Direct Connect. DC++ by do verze 1.0 mělo také podporovat Direct Connect protokol pro stejnojmennou síť, na které je nyní DC++ nejpoužívanějsím klientem. Jelikož je DC++ open souce uvolněno pod GNU GPL verze 2 nebo novější, bylo od něho odvozeno i velké množství alternativních klientů. Jedním z nejvyvinutějších a hojně používaných je StrongDC++. Pro uživatele, kteří provozují svůj vlastní hub a operátory hubů existují speciální modifikace DC++ klienta, zjednušující jejich činnost. Připojení k hubu je nejčastěji limitováno minimální velikostí sdílených souborů.
Flashový návod na strong DC++ a CzDC na webu: https://web.archive.org/web/20180108143525/http://www.flash-dc.net/